# Уральский научно-исследовательский институт метрологии
Уральский научно-исследовательский институт метрологии – филиал Федерального государственного унитарного предприятия «Всероссийский научно-исследовательский институт метрологии им.Д.И.Менделеева (УНИИМ – филиал ФГУП «ВНИИМ им.Д.И.Менделеева») — один из государственных метрологических научно-исследовательских институтов в системе Федерального агентства по техническому регулированию и метрологии.
УНИИМ проводит фундаментальные и прикладные исследования, исходя из приоритетных направлений развития науки и техники и критических технологий федерального уровня, направленные на создание, совершенствование и применение государственных и вторичных эталонов, стандартных образцов, методов и средств передачи размеров единиц физических величин, разработку нормативных документов в областях:
- измерение геометрических и механических величин (деформация, крутящий момент силы, переменное давление, отклонение от прямолинейности и плоскостности поверхностей, плотности и толщины защитных и специальных покрытий);
- измерение влажности твердых веществ и материалов;
- измерение тепловых величин (температура, теплоемкость, теплота фазовых переходов);
- измерение химического состава вещества;
- измерение электромагнитных величин (коэффициент масштабного преобразования синусоидального тока, магнитный поток, магнитодвижущая сила, магнитные потери в магнитомягких материалах, мощность и электрическая энергия).

## История института[3]
27 (14) октября 1902 г. — в г. Екатеринбурге была открыта 19-я в России поверочная палатка, ставшая основой развития метрологии на Урале
1942 г. — на базе сформировавшихся подразделений с привлечением специалистов ВНИИМ им. Д. И. Менделеева, эвакуированных из Ленинграда, создан Свердловский филиал ВНИИМ
1973 г. — на СФ ВНИИМ возложены функции Главного центра Государственной службы стандартных образцов
1986 г. — СФ ВНИИМ преобразован во Всесоюзный НИИ метрологии стандартных образцов (ВНИИМСО)
1992 г. — ВНИИМСО преобразован во ФГУП "Уральский НИИ метрологии" (ФГУП "УНИИМ")
2008 г. — УНИИМ придан статус государственного научного метрологического института (N 102-ФЗ)
2009 г. — ФГУП «УНИИМ» назначен Научным методическим центром Государственной службы стандартных образцов (Приказ Ростехрегулирования № 4345)
2020 г. —ФГУП "УНИИМ" преобразован в Уральский научно-исследовательский институт метрологии – филиал Федерального государственного унитарного предприятия «Всероссийский научно-исследовательский институт метрологии им. Д.И.Менделеева» (УНИИМ — филиал ФГУП «ВНИИМ им. Д.И. Менделеева») 

## Структура института
Отдел метрологии физико-химических измерений (21)
- Лаборатория метрологии термометрии и поверхностной плотности (221)
- Лаборатория физических и химических методов метрологической аттестации со (223)
- Лаборатория метрологии влагометрии и стандартных образцов (241)
- Лаборатория метрологического обеспечения наноиндустрии, спектральных методов анализа и стандартных образцов (251)

Отдел стандартизации, метрологической экспертизы и менеджмента качества (22)
- Лаборатория метрологии аналитических измерений и межлабораторных сравнительных испытаний (222)
- Лаборатория стандартизации, менеджмента качества и метрологического контроля, провайдер МСИ (252)
- Лаборатория менеджмента риска и метрологического обеспечения безопасности технологических систем (265)

Отдел промышленной метрологии (23)
- Лаборатория метрологии крутящего момента силы и переменного давления (231)
- Лаборатория метрологии измерений массы, силы и линейно-угловых величин (233)
- Лаборатория метрологии магнитных измерений и неразрушающего контроля (261)

Отдел метрологического обеспечения испытаний и производственного контроля продукции (24)
Отдел государственной службы стандартных образцов (25) 
Отдел метрологии электрических измерений (26) 

## Эталоны
ГЭТ 67-2013 Государственный первичный специальный эталон единиц удельной энтальпии и удельной теплоемкости твердых тел в диапазоне температур от 700 до 1800 К 
ГЭТ 130—2014 Государственный первичный специальный эталон единицы длины в области отклонений от прямолинейности и плоскостности 
ГЭТ 140-84 Государственный первичный специальный эталон единицы давления для области периодических давлений в диапазоне (1-100) МПа при частотах до 10 кГц
ГЭТ 149—2010 Государственный первичный эталон единицы крутящего момента силы
ГЭТ 152—2011 Государственный первичный эталон единиц коэффициента и угла масштабного преобразования синусоидального тока 
ГЭТ 168—2015 Государственный первичный эталон единиц поверхностной плотности и массовой доли элементов в покрытиях 
ГЭТ 173—2013 Государственный первичный эталон единиц массовой доли, массовой (молярной) концентрации воды в твердых и жидких веществах и материалах 
ГЭТ 176—2013 Государственный первичный эталон единиц массовой (молярной) доли и массовой (молярной) концентрации компонента в жидких и твердых веществах и материалах на основе кулонометрии
ГЭТ 198—2011 Государственный первичный эталон единицы мощности магнитных потерь
ГЭТ 210—2014 Государственный первичный эталон единиц удельной адсорбции газов, удельной поверхности, удельного объема и размера пор твердых веществ и материалов

## Признание
Признание систем менеджмента качества в соответствии со стандартом ISO/IEC 17025 со стороны Евро-азиатского сотрудничества государственных метрологических учреждений (КООМЕТ)

## Руководство
| Имя                                   | Период руководства |
| ------------------------------------- | ------------------ |
| к.т.н. Медведевских Сергей Викторович | по 2020 г          |
| д.т.н. Собина Егор Павлович           | настоящее время    |